# 卢邦斯
卢邦斯（法語：Loubens，法語發音：[lubɛ̃s]）是法国吉伦特省的一个市镇，属于朗贡区。

## 地理
卢邦斯（44°37'48"N, 0°2'13"W）面积5.89 平方千米，位于法国新阿基坦大区吉倫特省，该省份为法国西南部沿海省份，是法國本土面积最大的省，北起滨海夏朗德省，西临大西洋，南至朗德省，东南接洛特-加龍省，东临多爾多涅省。
与卢邦斯接壤的市镇（或旧市镇、城区）包括：梅斯泰里约、圣塞夫、巴加斯、塞居河畔朗代尔鲁埃、罗克布吕讷、圣伊莱尔-德拉诺阿耶、圣马丹德莱尔姆。
卢邦斯的时区为UTC+01:00、UTC+02:00（夏令时）。

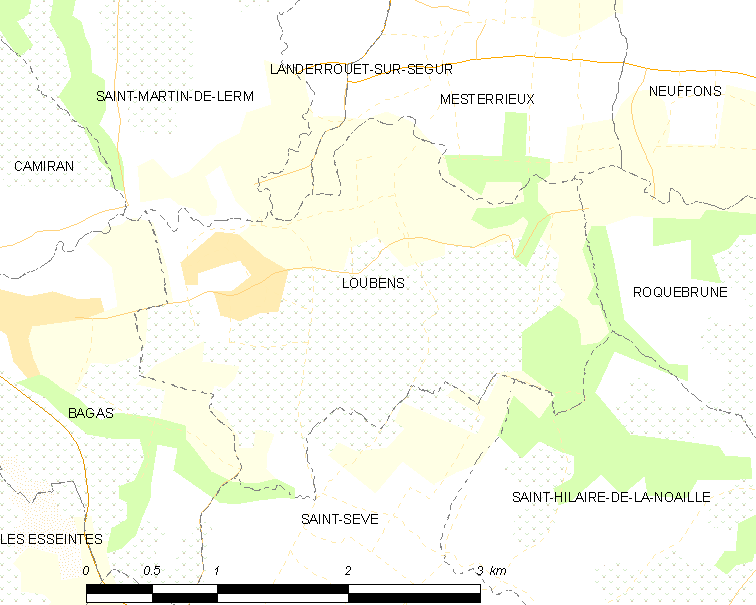
卢邦斯的OSM定位图

## 行政
卢邦斯的邮政编码为33190，INSEE市镇编码为33250。

## 政治
卢邦斯所属的省级选区为勒雷奥莱-莱巴斯蒂德县。

## 人口

1962-2008年间卢邦斯人口变化图示

卢邦斯于2022年1月1日时的人口数量为314人。